# Багратян Грант Араратович
Гра́нт Арара́тович Багратя́н (вірм. Հրանտ Բագրատյան; нар. 18 жовтня 1958) — вірменський державний діяч.

## Біографія
- 1965–1975 — навчався в Єреванській середній школі.
- 1975–1979 — Єреванський інститут народного господарства. Економіст.
- 1982–1985 — аспірантура економічного інституту.
- 1979–1981 — служив у Радянській армії.
- 1990–1993 — перший віце-прем'єр уряду Вірменії, міністр економіки.
- 1991 — виконувач обов'язків прем'єр-міністра Вірменії, а у 1993–1996 — прем'єр-міністр.
- 1998–2006 — віце-президент, директор з кадрів і закупівель винограду Єреванського коньячного заводу.
- З 2006 — лідер партії «Свобода». Доктор економічних та філософських наук. Академік РАПН. Визнаний людиною року в Американському біологічному інституті (1995).
- З 2007 — професор економіки в Київському міжнародному університеті; професор економіки в російсько-вірменському слов'янському університеті в Єревані; з 2010 — професор економіки в Університеті банківської справи Національного банку України.

Доктор економічних наук (Росії — 2004, Вірменії — 2005, України — 2010).
Автор 61 наукових статей і 9 книжок. Автор теорій науково-технічних циклів (1999) та мегаекономіки (2010). Одним з перших передбачив кризу 2008–2009 років.
«Батько» ринкових реформ першого покоління на початку 90-их років ХХ століття у Вірменії, визнаних найкращими на пострадянському просторі Світовим Банком.